# キム・アストルプ
キム・アストルプ・ソレンセン（デンマーク語: Kim Astrup Sørensen、1992年3月6日 - ）は、デンマークの男子バドミントン選手。
BWF世界ランキング最高位は1位。

## 経歴
2020年東京オリンピックにアンダース・スカールプ・ラスムセンとのペアで出場。準々決勝で中国の李俊慧 / 劉雨辰に敗れ敗退した。
2024年、年末のBWFワールドツアーファイナルズでは、李洋 / 王齊麟やゴー・ジーフェイ / ヌル・イズディンらを破って予選グループリーグを1位通過。決勝で再びゴー・ジーフェイ / ヌル・イズディンを破り優勝。キャリア初の年間王者に輝いた。
同年12月17日付のBWF世界ランキングで1位を達成。32歳という年齢にしてキャリアハイの世界1位を達成した。